# Indubil
L'indubil est un argot parlé dans la République démocratique du Congo. On rapporte son existence depuis les environs des années 1960 – le musicien Sam Mangwana mentionne son usage dans les paroles de chansons depuis au moins le début des années 1970.
L'indubil était originellement fondé sur le lingala mais son évolution a donné naissance au kindubile, un argot de la jeunesse du Katanga, qui utilise le swahili comme langue de base.